# Det søte liv (musikalbum)
Det søte liv är ett musikalbum med norska vissångaren Finn Kalvik, utgivet 1984 av skivbolaget NorDisc. En remastrad utgåva återutgavs 2005 av daWorks Records AS.

## Låtlista
1. "Fred og frihet" – 4:33
2. "Spar meg" – 3:25
3. "En sommernatts drøm" – 4:11
4. "Vi kan nå hverandre" – 3:57
5. "Et dikt om høsten" (Inger Hagerup/Finn Kalvik) – 2:59
6. "Du veit du juger" ("Go Your Own Way" – Lindsey Buckingham/Finn Kalvik) – 2:35
7. "Det søte liv" – 4:36
8. "Rotløs" – 4:17
9. "Jeg tru'kke lenger" – 3:47
10. "Dristig som havet" (Inger Hagerup/Finn Kalvik) – 2:02
11. "Monika" – 3:14
12. "Vent på meg" – 3:37

- Samtlia låtar skrivna av Finn Kalvik där inget annat anges.

## Medverkande
Musiker
- Finn Kalvik – sång, akustisk gitarr
- Lasse Wellander – gitarr, piano
- Teddy Walter – basgitarr
- Peter Ljung – keyboard, orgel, piano
- Johan Stengård – flöjt, saxofon
- Hector Bingert – flöjt
- Per Lindvall – trummor, percussion, gitarr, programmering
- Diana Nuñez, Lennart Sjöholm, Liza Öhman, Nils Landgren – bakgrundssång

Produktion
- Finn Kalvik, Lasse Wellander – musikproducent
- Steinar Torvbråten, Sigurd Eidsøren – foto
- Torstein Nybø – coverdesign